# MBS Arena Potsdam
Die MBS Arena Potsdam ist eine Mehrzweck-Sporthalle im Sportpark Luftschiffhafen in Potsdam, Brandenburg. Sie ist benannt nach dem Hauptsponsor Mittelbrandenburgische Sparkasse (MBS). Am 18. Januar 2012 wurde die 18,5 Mio. Euro teure Halle eröffnet.

## Ausstattung
Die Halle verfügt über eine 3-Feldhalle und eine separate 1-Feldhalle. Außerdem gibt es einen Judobereich mit drei Judo-Matten, eine Fechthalle mit acht Fechtbahnen und einen Kraftraum.

## Nutzung
Der Hauptnutzer der Halle ist die Sportschule Potsdam „Friedrich Ludwig Jahn“. Die MBS Arena ist Heimspielort der 1. Frauenmannschaft des SC Potsdam, die in der Volleyball-Bundesliga spielt, der Handballer des 1. VfL Potsdam, die ab 2024 in der Handball-Bundesliga aktiv sind und der Judoka des UJKC Potsdam für die Kämpfe der 1. Männer-Bundesliga. Des Weiteren wird die Halle auch für Kulturveranstaltungen und Konzerte genutzt.

## Galerie

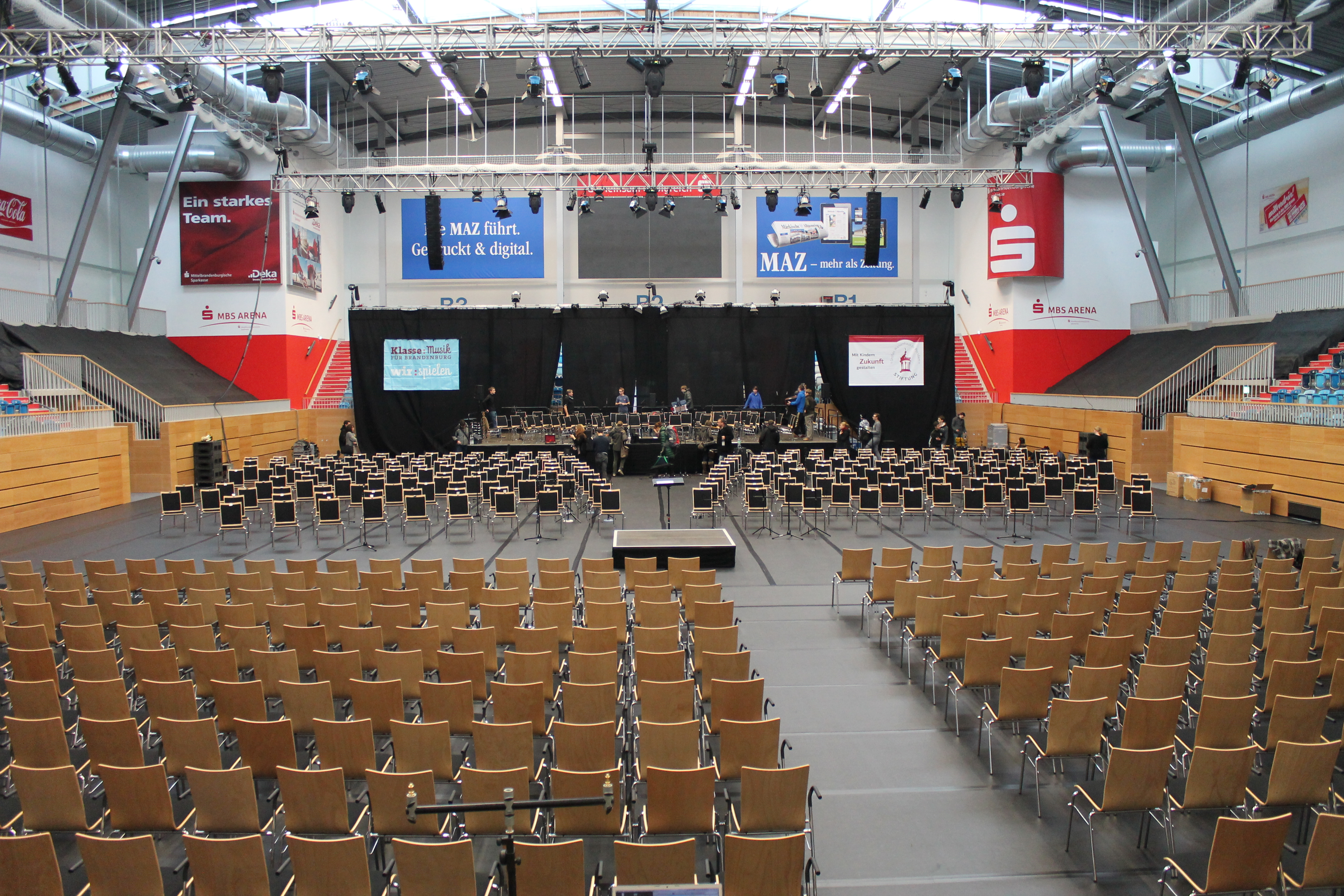
MBS Arena Potsdam mit Konzertbestuhlung